# Bafing
A Bafing folyó Nyugat-Afrikában, Guinea és Mali területén, s egy rövid szakaszon a két ország határán. Hosszúságára vonatkozóan egyes helyeken 750 km-t, másutt 560 km-t közölnek, vízgyűjtő területe 33 000 km². Nem hajózható. A guineai Fouta-Djalon hegységben ered Mamou várostól kevesebb mint 50 km-re északra, majd közel 320 km-en keresztül északkeleti irányban folyik. Azonban Mali nyugati részén a partján fekvő Bafing Makana települést elhagyva közel észak-északnyugati irányba fordul. A szintén mali Bafoulabé városnál egyesül a Bakoye folyóval: a közös vízfolyást nevezik Szenegál folyónak. A Bafing manding nyelven fekete folyót, míg a Bakoye fehér folyót jelent.
A mali Mahina város közelében 1895 és 1898 között vasúti híd épült a folyón Gustave Eiffel tervei alapján[forrás?].
Bafoulabétól 90 km-re a folyó mentén felfelé építették meg a Manantali-gátat: a Bafing felduzzasztásával létrehozott víztározó, a Manantali-tó Mali legnagyobb mesterséges tava. A mintegy 11,3 km³ vizet tartalmazó víztározónak köszönhetően a száraz évszakban is lehet elektromos áramot termelni a vízerőmű segítségével. S habár a gát megépítésével az alatta levő folyószakaszon a Bafing legnagyobb áradásának mértéke lecsökkent, viszont vízhozama a száraz évszakban is 150–200 m³/s.

## Fordítás
Ez a szócikk részben vagy egészben  a   Bafing River című angol Wikipédia-szócikk ezen változatának fordításán alapul.  Az eredeti cikk szerkesztőit annak laptörténete sorolja fel. Ez a jelzés csupán a megfogalmazás eredetét és a szerzői jogokat jelzi, nem szolgál a cikkben szereplő információk forrásmegjelöléseként.